# Joaquim da Cruz Azevedo
{mais notas-bpv|data=outubro de 2020}}
Joaquim da Cruz Azevedo (Alcantarilha, 22 de junho de 1890 - Olhão, 25 de janeiro de 1983) foi um escritor, jornalista e artista português.

## Biografia
Joaquim da Cruz Azevedo Amador Baptista nasceu em Alcantarilha (concelho de Silves) a 22 de junho de 1890.
Segundo o professor Vilhena Mesquita “foi um dos espíritos mais regionalistas da província algarvia, promovendo várias iniciativas de caráter educativo, pedagógico e cultural, residindo no fomento jornalístico a sua verdadeira coroa de glória”.
Professor primário Cruz Azevedo “organizou várias manifestações festivas sendo um fervoroso admirador do poeta João de Deus, a ele se lhe devendo o monumento que áquele vate se ergueu no Jardim Manuel Bívar em Faro”, no centenário do seu nascimento em 1930. “Às suas expensas mandou distribuir pelas escolas algarvias e seus alunos mais de 7000 retratos do poeta do «Campo de Flores», o que não deixa de ser uma iniciativa bonita e digna do maior realce. Também a ele se ficou devendo a organização da «Semana de João de Deus» que contou com a presença do filho do poeta, João de Deus Ramos.
Depois de ter residido largos anos em Faro, transferiu-se para Olhão onde igualmente se lhe ficaram a dever várias iniciativas de vulto como o «Dia do Operário» e a «Semana Desportiva», manifestações essas que tiveram um caráter essencialmente pedagógico e confraternizante, já que era um homem populista avesso a quaisquer comprometimentos políticos.
Foi também realizador de cinema, tendo produzido uma longa metragem intitulada “Algarve”, no tempo em que o cinema ainda não era sonoro, através da qual se davam a conhecer algumas das belezas naturais deste distrito, tendo também dedicado-se à fotografia, registando paisagens algarvias (algumas fotos fazem parte do acervo fotográfico do Museu Municipal de Faro) e também à pintura (de forma lúdica).

No campo jornalístico destacou-se especialmente através da edição de números únicos, mas também como colaborador de imensos títulos algarvios, como «O Algarve», «Folha de Domingo», «Folha de Alte», etc. sem esquecer a sua prestimosa participação nos órgãos de imprensa nacional, como redactor regional de «O Século» e de «O Comércio do Porto».
Faleceu em Olhão aos 93 anos de idade.”

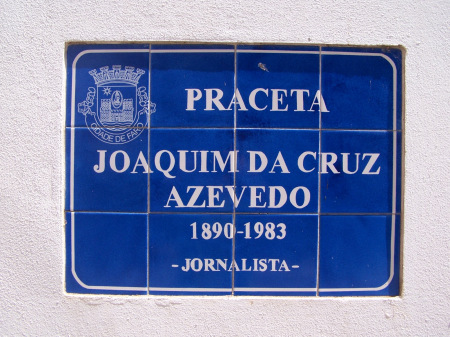

]]

## Homenagens
Em 2009, o nome de Joaquim da Cruz Azevedo foi colocado numa praceta na cidade de Faro.